# Thomas Dolié
Thomas Dolié es un destacado barítono francés. 
Se recibe de geógrafo antes de entrar al Conservatorio Nacional de la Región de Burdeos, dentro de la clase de Irene Jarsky. Dos años más tarde, obtiene su diploma con la mención "Muy Bien" por unanimidad del jurado junto a las correspondientes felicitaciones.
Su carrera toma un verdadero vuelo cuando Marc Minkowski lo invita a cantar "Papageno" en el concierto de "Die Zauberflöte" en la ciudad de Montpellier. Inmediatamente es invitado por las óperas de Marsella, Estrasburgo, Nancy y Tolón para cantar este personaje en escena. Desde ese momento, aborda diferentes personajes en diferentes giras artísticas por varias ciudades francesas. 
- Datos: Q6146037